# Африканский национальный конгресс
Африканский национальный конгресс (АНК, англ. African National Congress) — старейшая политическая организация африканского населения ЮАР, с 1994 года — правящая партия (в союзе с Конгрессом южноафриканских профсоюзов (COSATU) и Южно-Африканской коммунистической партией).
Основана в 1912 (до 1923 носила название Южноафриканский туземный национальный конгресс), в 1960—1990 гг. нелегальная. Провозглашала своей целью ликвидацию режима апартеида, борьбу за демократическое переустройство общества. Программные принципы Конгресса были изложены в Хартии свободы 1955 года. Президент АНК — Сирил Рамафоса, сменивший в 2017 году Джейкоба Зуму. Входит в Социалистический Интернационал, определяет себя как «дисциплинированная левая сила».
В числе основателей — известный зулусский общественный деятель и писатель Джон Лангалибалеле Дубе и публицист-тсвана Сол Плааки. В эпоху апартеида имел созданное в 1961 году и возглавлявшееся Ронни Касрилсом боевое крыло «Умконто ве сизве» (зулу Umkhonto wesiZwe 'Копьё нации'). Президент с 1985 года — Оливер Тамбо, с 1991 года до 1997-го — Нельсон Мандела.
В 1959 году из конгресса вышла группа воинствующего африканского меньшинства, которая создала организацию Панафриканский конгресс (РАС). Организация с 1960-х годов поддерживалась СССР. В ВУЗах и техникумах СССР учились сотни активистов АНК. В советских военных училищах и в лагерях в Анголе под руководством советских инструкторов получали подготовку свыше двух тысяч бойцов военного крыла АНК «Умконто ве сизве». Ему поставлялось советское оружие. Бойцы организации проходили обучение в СССР в 165-м учебном центре по подготовке иностранных военнослужащих в Крыму. США исключили АНК и его членов из списка «террористов» лишь в 2008 году, к 90-летию Нельсона Манделы.
В сентябре 1989 г. президентом страны избран Фредерик де Клерк, который предпринял активные действия по ликвидации системы апартеида (белое население должно было отказаться от своего господствующего положения). Был освобождён лидер АНК Нельсон Мандела, и в 1994 году прошли первые демократические выборы, победу на которых одержал Африканский национальный конгресс. На выборах 2004 года АНК получил 69,6 % голосов и 279 мест в Палате представителей (конституционное большинство).
В 2008 году часть членов партии отделилась от АНК и создала новую партию — COPE (Congress of the People — Народный конгресс). Партия впервые приняла участие в парламентских выборах в апреле 2009 года.
По итогам муниципальных выборов 2016 года партия набрала только 55,65% голосов избирателей, что стало её худшим результатом с 1994 года.
На парламентских выборах 2019 года АНК одержал победу, набрав 57,51% голосов.

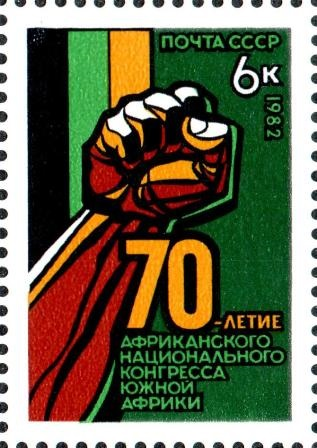
Почтовая марка СССР, выпущенная в 1982 году к 70-летию Африканского национального конгресса

На парламентских выборах 2024 года АНК набрал 40,18% голосов, не сумев одержать большинство. По итогам выборов был вынужден пойти на коалицию с либералами из Демократического альянса и Партии свободы Инката.